# Jacqueline Simoneau
Jacqueline Simoneau (Montréal, 29 settembre 1996) è una nuotatrice artistica canadese.

## Palmarès
- Mondiali

Doha 2024: oro nel solo libero e argento nel solo tecnico
- Giochi panamericani

Toronto 2015: oro nel duo e nella gara a squadre
Lima 2019: oro nel duo e nella gara a squadre

### Coppa del Mondo
- 13 podi:
  - 2 vittorie (1 nella gara individuale e 1 nel duo)
  - 7 secondi posti (5 nella gara a squadre e 2 nel duo)
  - 4 terzi posti (2 nel duo e 2 nella gara a squadre)

#### Coppa del mondo - vittorie
| Data           | Luogo    | Paese    | Disciplina   |
| -------------- | -------- | -------- | ------------ |
| 31 maggio 2024 | Markham  | Canada   | Solo tecnico |
| 6 luglio 2024  | Budapest | Ungheria | Duo libero   |